# William Clark (arquer)
William A. Clark (Ohio, març de 1842 – Knoxville, Tennessee, 20 d'octubre de 1913) va ser un arquer estatunidenc que va competir durant el darrer terç del segle xix i els primers anys del segle xx.
El 1904 va prendre part en els Jocs Olímpics de Saint Louis, on va guanyar la medalla de plata en la prova de la ronda per equips, com a membre de l'equip Cincinnati Archers del programa de tir amb arc. En la prova de la ronda americana fou sisè.
Guanyà els campionats nacionals de tir amb arc de 1886, 1887 i 1897 i diversos campionats d'Ohio.